# Red Hot + Country
Red Hot + Country è una compilation della serie di album pubblicati dall'organizzazione Red Hot Organization. Il disco è stato pubblicato nel 1994.

## Tracce
1. Teach Your Children – Suzy Bogguss, Alison Krauss & Kathy Mattea con Crosby, Stills, and Nash
2. Fire and Rain – Sammy Kershaw
3. Folsom Prison Blues – Brooks & Dunn & Johnny Cash
4. Rock Me on the Water – Kathy Mattea & Jackson Browne
5. Matchbox – Carl Perkins, Duane Eddy & The Mavericks
6. Crazy – Jimmie Dale Gilmore & Willie Nelson
7. Willie Short – Mary Chapin Carpenter
8. Forever Young – Johnny Cash
9. If These Old Walls Could Speak – Nanci Griffith & Jimmy Webb
10. Up Above My Head / Blind Bartimus – Marty Stuart con Jerry Sullivan & Tammy Sullivan
11. You Gotta Be My Baby – Dolly Parton
12. Close Up the Honky Tonks – Radney Foster
13. Goodbye Comes Hard for Me – Mark Chesnutt
14. Pictures Don’t Lie – Billy Ray Cyrus
15. When I Reach the Place I’m Going – Patty Loveless
16. The T.B. Is Whipping Me – Wilco & Syd Straw
17. Keep on the Sunny Side – Randy Scruggs, Earl Scruggs & Doc Watson